# Xanthoparmelia chiricahuensis
Xanthoparmelia chiricahuensis är en lavart som först beskrevs av R. A. Anderson & W. A. Weber, och fick sitt nu gällande namn av O. Blanco, A. Crespo, Elix, D. Hawksw. & Lumbsch. Xanthoparmelia chiricahuensis ingår i släktet Xanthoparmelia och familjen Parmeliaceae.   Inga underarter finns listade i Catalogue of Life.